# Kostel Zvěstování Panně Marii (Domažlice)
Kostel Zvěstování Panně Marii (někdy také chodský kostel, dnes zvaný kostel U Svatých) se nachází v Domažlicích východně od městského centra, v ulici Husova třída na Dolejším předměstí. Jedná se o jednolodní gotický kostel s opěráky na jižní straně, s užším pětiboce uzavřeným presbytářem. K jižní straně presbytáře přiléhá obdélná sakristie a k jeho severní straně hranolová věž. V presbytáři jsou tři lomená okna s kružbami. Kostel je obklopen zrušeným hřbitovem na jehož nejvyšším místě stál dnes již zaniklý kostel sv. Jakuba. Kostel U Svatých byl založen ve 14. století pro potřeby rozrůstajícího se města a jeho okolní vsi. Po dobu dlouhé existence poznamenaly stavbu četné katastrofy, po nichž následovaly opravy a přestavby, které kostel svým způsobem pozměnily. Pokaždé si ale udržel svůj původní středověký vzhled. Ten respektovala i poslední historizující oprava kostela v letech 1908–1914. Během minulého režimu kostel i hřbitov chátraly. Na počátku 90. let 20. století byl kostel opraven a od té doby se využívá jako smuteční síň. Opraven byl také hřbitov se starými náhrobky. Dodnes je tento kostel obklopen kamennou zdí.

## Historie
Historici stavbu datují většinou do období kolem roku 1340. Kostel zasvěcený památce Zvěstování Panně Marii byl od počátku určen pro obyvatele z okolních chodských vsí. Ve středověku byl nazýván chodovským či chodským. Stejně tak je také nedaleká fara jmenována farou chodovskou.
Dne 2. dubna 1648 vyhořela loď kostela a zřítila se klenba svedená na střední pilíř. Požár způsobil blesk, který uhodil do věže. V roce 1650 dostal obnovený kostel prostý dřevěný strop. Ke konci 18. století se staly kostely na Dolejším předměstí druhořadými, pouze s funkcí hřbitovních kostelů. Od té doby byl kostel ve více méně zanedbaném stavu. V roce 1830 byla dosavadní šindelová střešní krytina nahrazena pálenými taškami. K dalším opravám kostela dochází v roce 1858 a 1896, kdy byla znovu zřízena vrchní část věže a tak proběhly rozsáhlejší opravy.
Do roku 1788 stál poblíž kostel svatého Jakuba o němž je zmínka již z první poloviny 11. století.

### Historizující obnova kostela 1896 a 1908–1914
Na konci 19. století byl kostel už značně sešlý a chápán byl už pouze jako historická památka. Zájem o kostel se zvýšil také díky Jiráskovu románu Psohlavci, který dostal Chody a Chodsko do povědomí široké veřejnosti. V roce 1872 obecní zastupitelstvo rozhodlo o opravě zchátralé kostelní věže. Plány na její obnovu konzultoval známý pražský architekt Josef Mocker, který doporučil architekta Viktora Schwerdtnera. Věž byla pod jeho dohledem v roce 1896 obnovena. Při opravě byl starý krov nahrazen novým, jehož hřbet byl souběžný s presbytářem. Okna do zvonice dostala nové kružby a věž byla vně i uvnitř omítnuta.
V roce 1900 se v opravě kostela pokračovalo. Vypracování projektu bylo zadáno architektu Vratislavu Pasovskému. Poradci projektu byli pražští architekti Jan Herian a Kamil Hilbert. Opravy začaly v roce 1908 a probíhaly až do konce roku 1914. Stavební práce prováděl městský stavitel Alois Procházka podle plánů architektů. Fasády kostela byly zbaveny omítek a zdivo z lomového kamene bylo vyspárováno. Nad lodí, presbytářem i sakristií byl zhotoven nový krov. Bylo obnoveno také dláždění kostela a vnitřní omítky. Poté se začalo s rekonstrukcí vybavení kostela. Nový oltář měl být zhotoven sochařem Čeňkem Vosmíkem podle návrhu architekta Josefa Fanty. Oltář ovšem nebyl kvůli 1. světové válce dokončen.
Ke třetí vlně oprav, které měly být poslední, došlo v březnu roku 1918. Teprve tehdy mohl Čeněk Vosmík vytesat sochu ukřižovaného Krista pro nový oltář. Vnitřní opravy kostela byly dokončeny v roce 1922. Nějaké další drobné opravy pokračovaly až do 50. let 20. století.
K radikální opravě hřbitova U Svatých a kostela Zvěstování Panně Marii se znovu dostalo až v 90. letech 20. století. Od té doby kostel slouží jako smuteční síň.

## Popis stavby

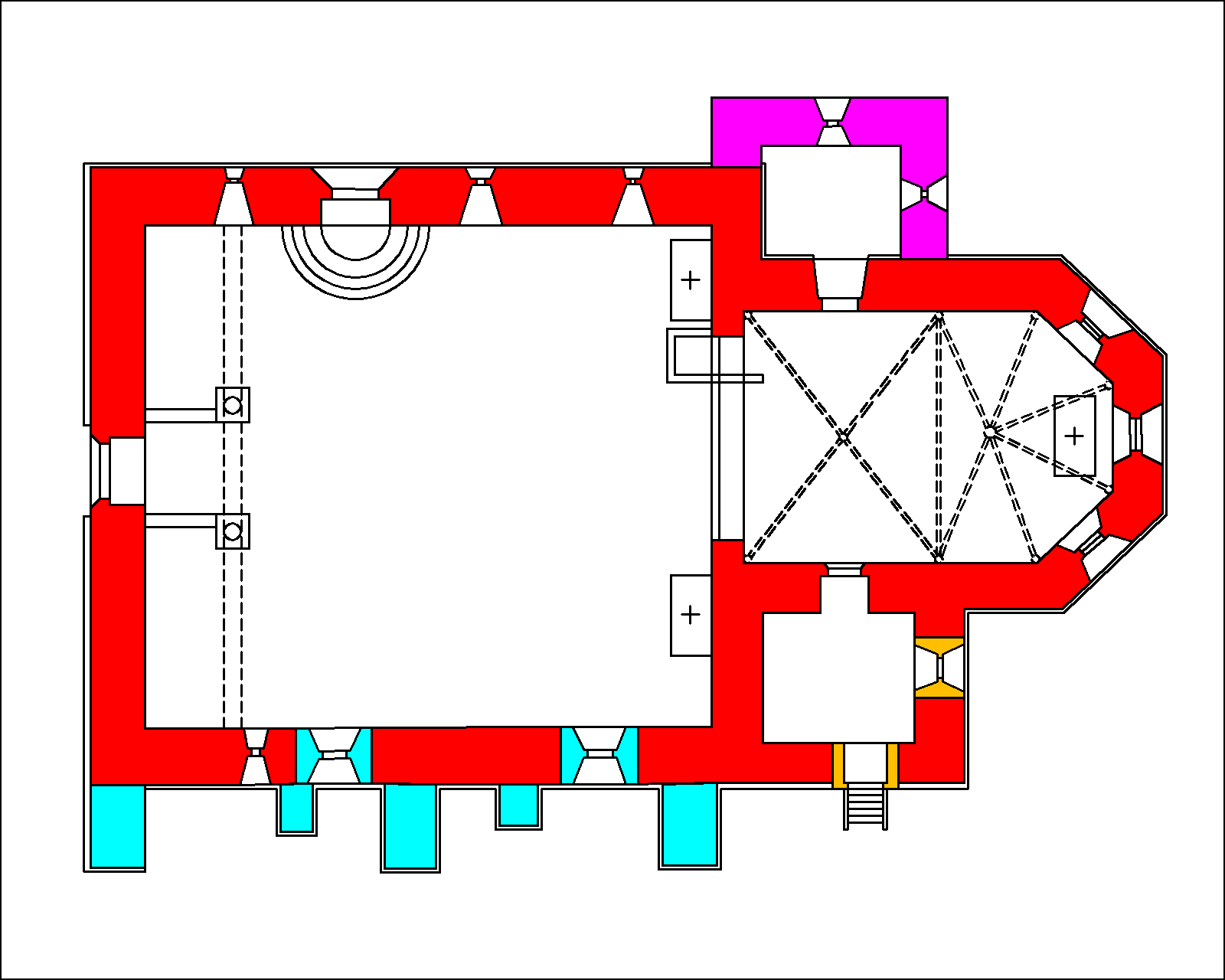
Půdorys kostela

Stavba stojí na svahu od severu k jihu a je postavena z lomového kamene. Kostel tvoří téměř čtvercová loď, na kterou se napojuje pětiboký presbytář. Tašková střešní krytina leží na sníženém krovu. Průčelí obdélníkové lodi vybíhá ve zděný hladký štít s kamenným křížem ve vrcholu. Uprostřed se nachází lomený portál s mělkou profilací. Nad portálem je široké okno.
Jižní strana je podepřena třemi širokými a dvěma užšími a nižšími opěrami. Jejich pultové stříšky byly později opatřeny pouze taškovou krytinou. K jižní zdi přiléhá sakristie, která využívá přízemí starší zbourané věže. K presbytáři je ze severu připojena mladší gotická věž.

Exteriér kostela
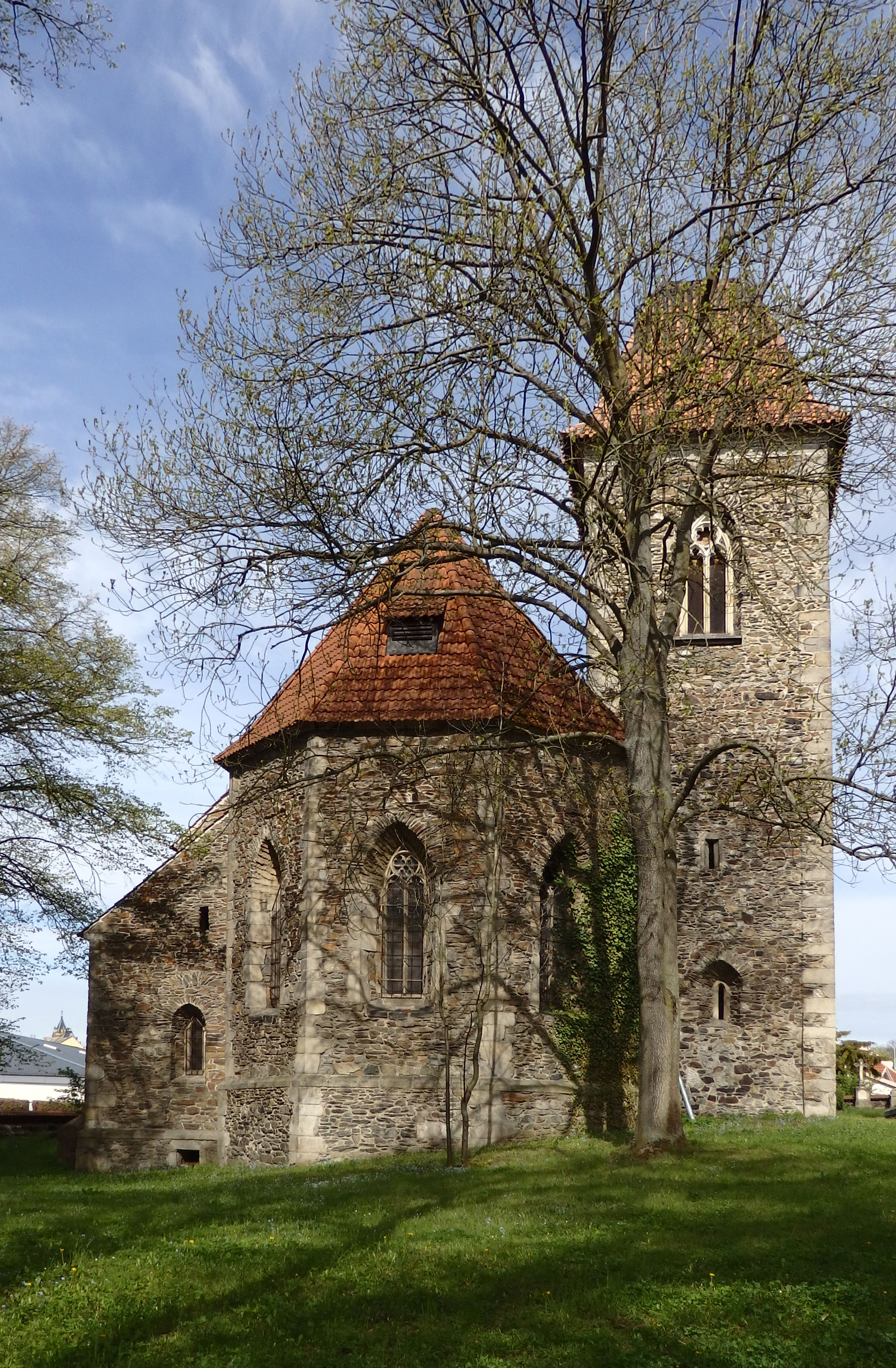
Východní strana kostela
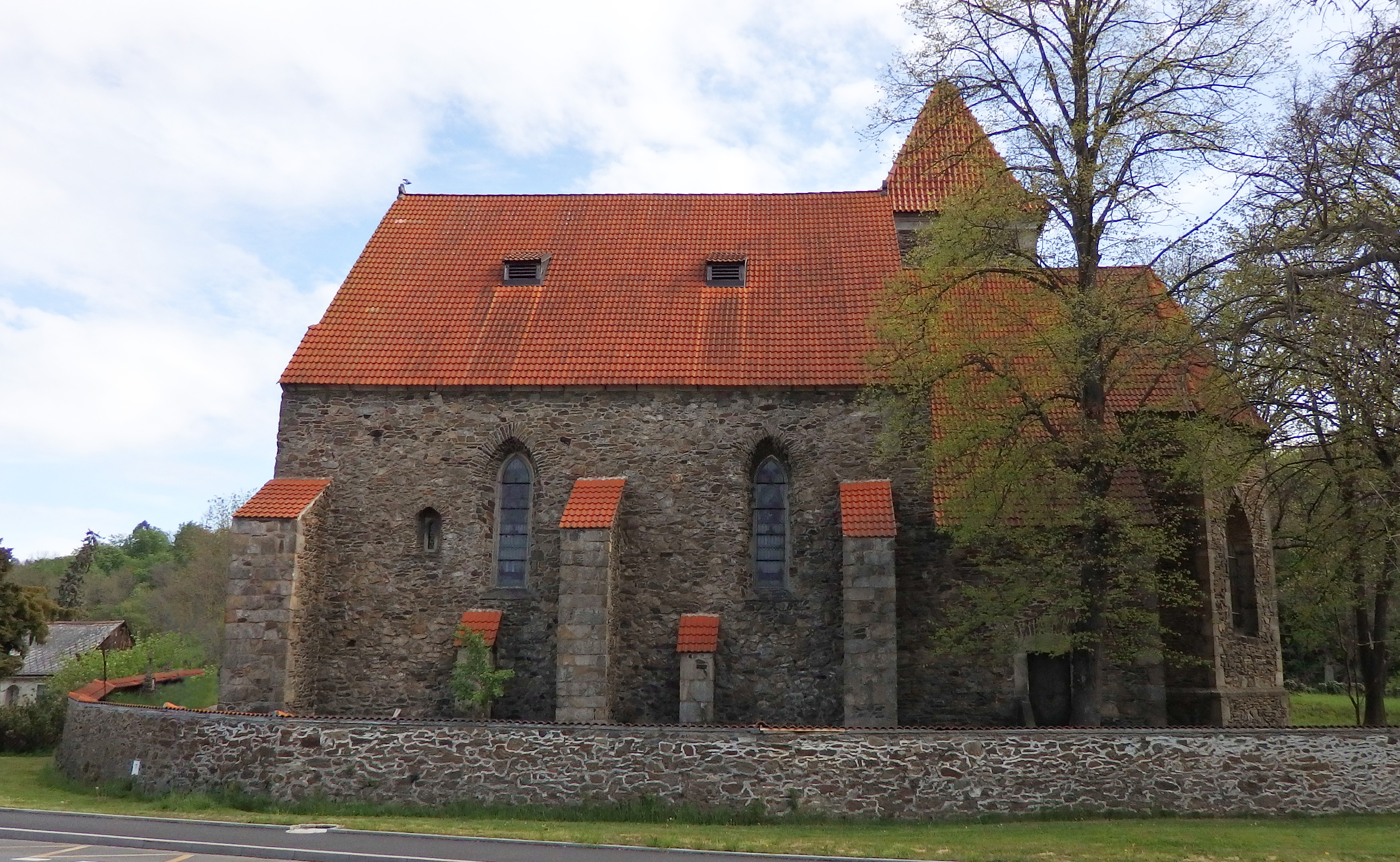
Jižní strana kostela
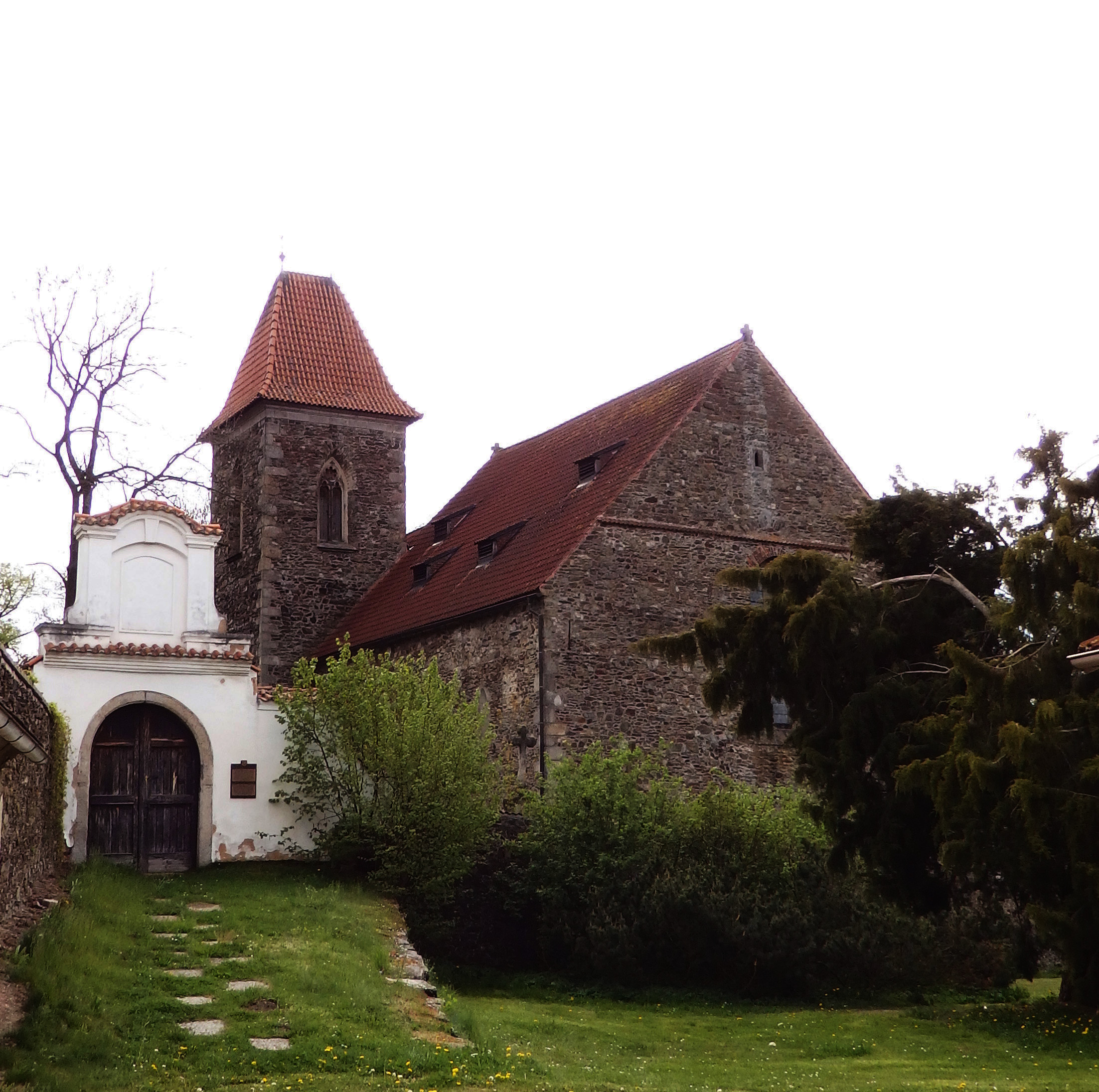
Západní strana kostela

### Loď
Loď kostela je stejně jako presbytář a věž postavena z lomového kamene a nároží jsou armována přitesanými žulovými kvádry. Do severní zdi byla prolomena tři úzká lomená okna a portál. Okna jsou z vnějšku slabě, uvnitř silně vyšpaletována.
Portál je profilovaný hruškovým prutem a dvěma válcovými oblouny s výžlabky. Profily lemují portál po bocích i v lomeném oblouku. Z jižní strany loď osvětlují dvě 1,38 m široká lomená okna a jedno úzké okénko na kruchtu. Kostelní síň je dlouhá 14,31 m a 12,28 m široká. Dovnitř se vstupuje severním portálem po čtyřech polokruhových stupních. Do roku 1648 přepínalo prostor lodi klenutí, které se sbíhalo do jediného sloupu postaveného uprostřed síně.
Lomený vítězný oblouk z tesaných kvádrů má oboustranně okosené hrany a proflovanou náběžní římsu.
Kruchta je konvex-konkávně zvlněná, s rokokovými malbami z 2. poloviny 18. století (Kristus na hoře Olivetské, Ukřižování, Kladení do hrobu, Zmrtvýchvstání). Spočívá na břevnech položených přes dva čtverhranné pilíře.
V lodi se na jižní straně nachází 10 náhrobních kamenů, na severní straně šest náhrobníků ze 16. a 17. století, jeden znakový z 15. století.

### Presbyterium
Presbyterium z doby nejspíše kolem roku 1340, je užší než loď (10,18 m dlouhé a 4,97 m široké), ale je jen o něco málo nižší, bez opěrných pilířů a navenek uzavřeno třemi stranami pravidelného osmiúhelníku. Presbytář je posunutý z osy lodi k severu, a je od ní oddělen lomeným vítězným obloukem s profilovanou pateční římsou. Obsahuje tři lomená dvojdílná okna s původními kružbami v různých variantách. Výplně oken tvoří barevné vitráže z roku 1935. Střední okno je vyzdobeno ornamentálními tvary, levé vyobrazuje sv. Václava a sv. Kláru a pravé sv. Františka Serafinského a sv. Jiří. Štítová zeď mezi lodí a presbytářem byla při snižování krovu zpola ubourána.  Presbytář je sklenut křížovými žebry klenby.
Po jeho severním boku stojí hranolová věž mírně obdélného půdorysu, na jihu sakristie.

### Sakristie
Sakristie využívá prostory bývalé věže. Novodobě upravená sakristie je z presbytáře přístupná lomeným profilovaným portálem. V roce 1914 bylo lomené okno na jižní straně nahrazeno vstupem. Ve stejné době byla také sakristie vybavena vloženým dřevěným stropem, nad kterým se nachází první patro bývalé věže.

### Věž
K severnímu boku přiléhá věž, do které lze vstoupit prostým lomeným portálem z presbytáře. Přízemí a patro jsou spojené jednoduchým dřevěným schodištěm. Věž je v přízemí prolomena dvěma lomenými okny, nad kterými jsou úzká čtverhranná okna. V nejvyšším patře jsou potom čtyři větší lomená dvojdílná okna s novou kružbou, jejichž pískovcová ostění vytesal podle původních zničených sochař V. Hlaváček ze Strakonic v roce 1896. Nachází se zde také zvonice. Věž je kryta novou sedlovou střechou napodobující původní vzor. Je však nesprávně nasazena (původně bylo slemeno kolmé k podélné ose kostela).

### Zvony
Zvonová stolice pochází z období kolem roku 1896 a je uzpůsobena pro zavěšení tří zvonů. Ovšem teprve v roce 2012 byl do věže zavěšen opravený zvon z roku 1715.
Zvon je vysoký 54 cm a jeho průměr činí 58 cm. Krk zvonu pokrývá latinský nápis. Zvon nese také jméno zvonaře Johanna Gaua z Kadaně.

### Kazatelna
Kazatelna stojí vlevo při vítězném oblouku. Původně soužila v kostele sv. Jakuba, poté v Kapli sv. Jana Nepomuckého na Týnském předměstí a v letech 1908–1914 byla přenesena na místo, kde ji můžeme najít dnes. Boky kazatelny z roku 1562 jsou zdobeny květinovým dekorem a na čelní straně je reliéf znaku města Domažlic a štítek s iniciály faráře Václava Žateckého, který kazatelnu nechal zhotovit.

Interiér kostela
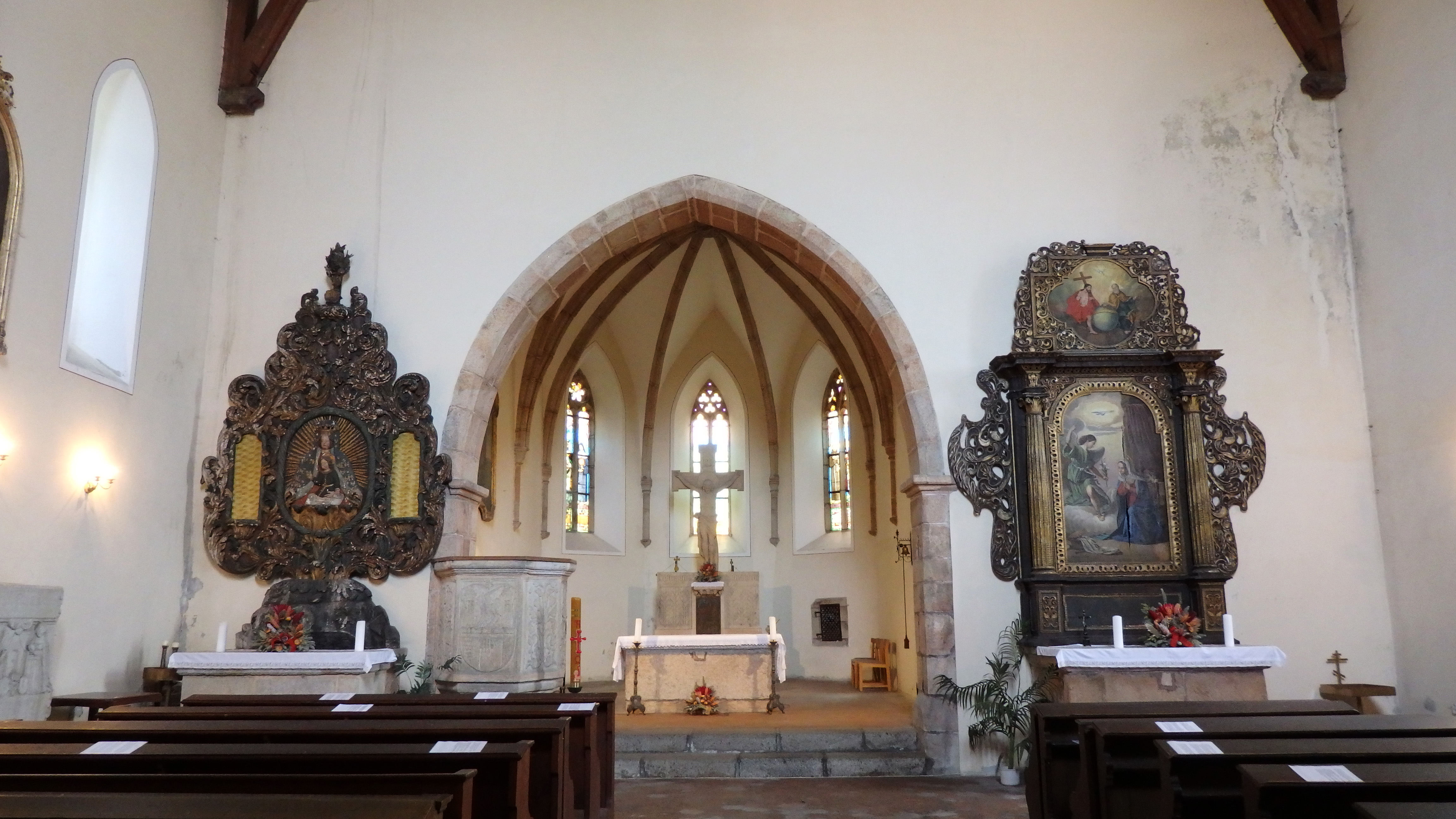
Interiér kostela
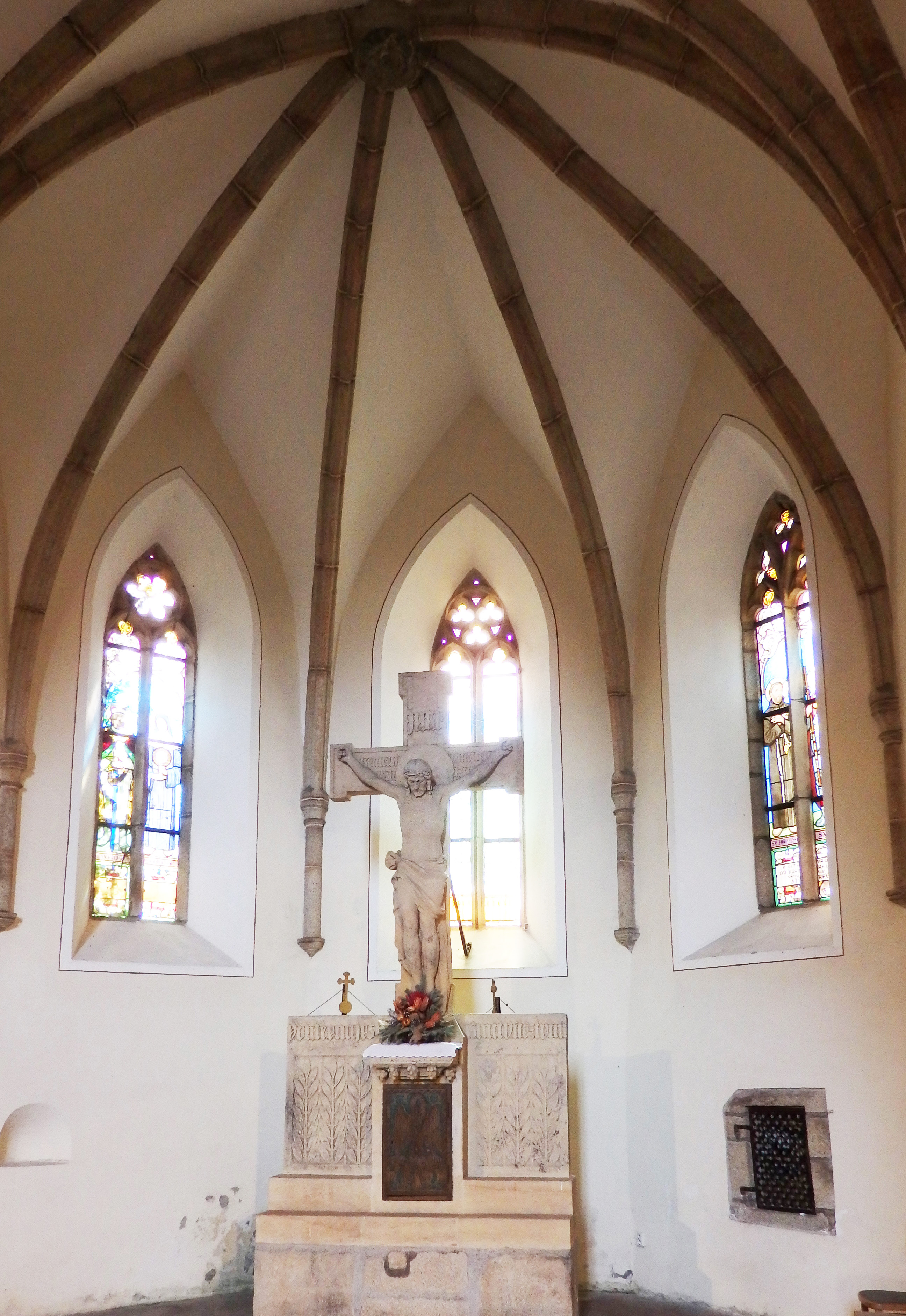
Presbyterium
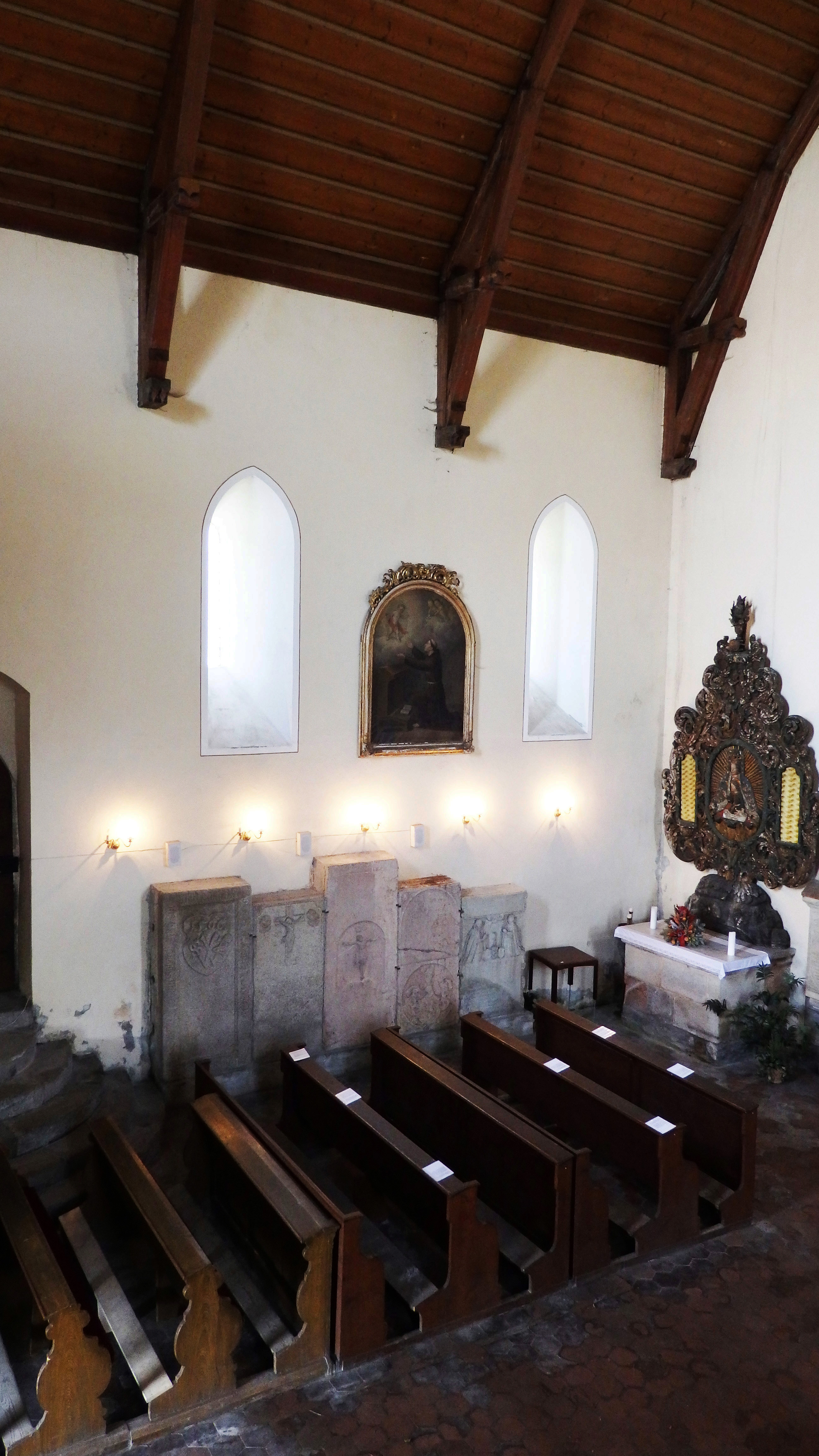
Interiér lodi kostela
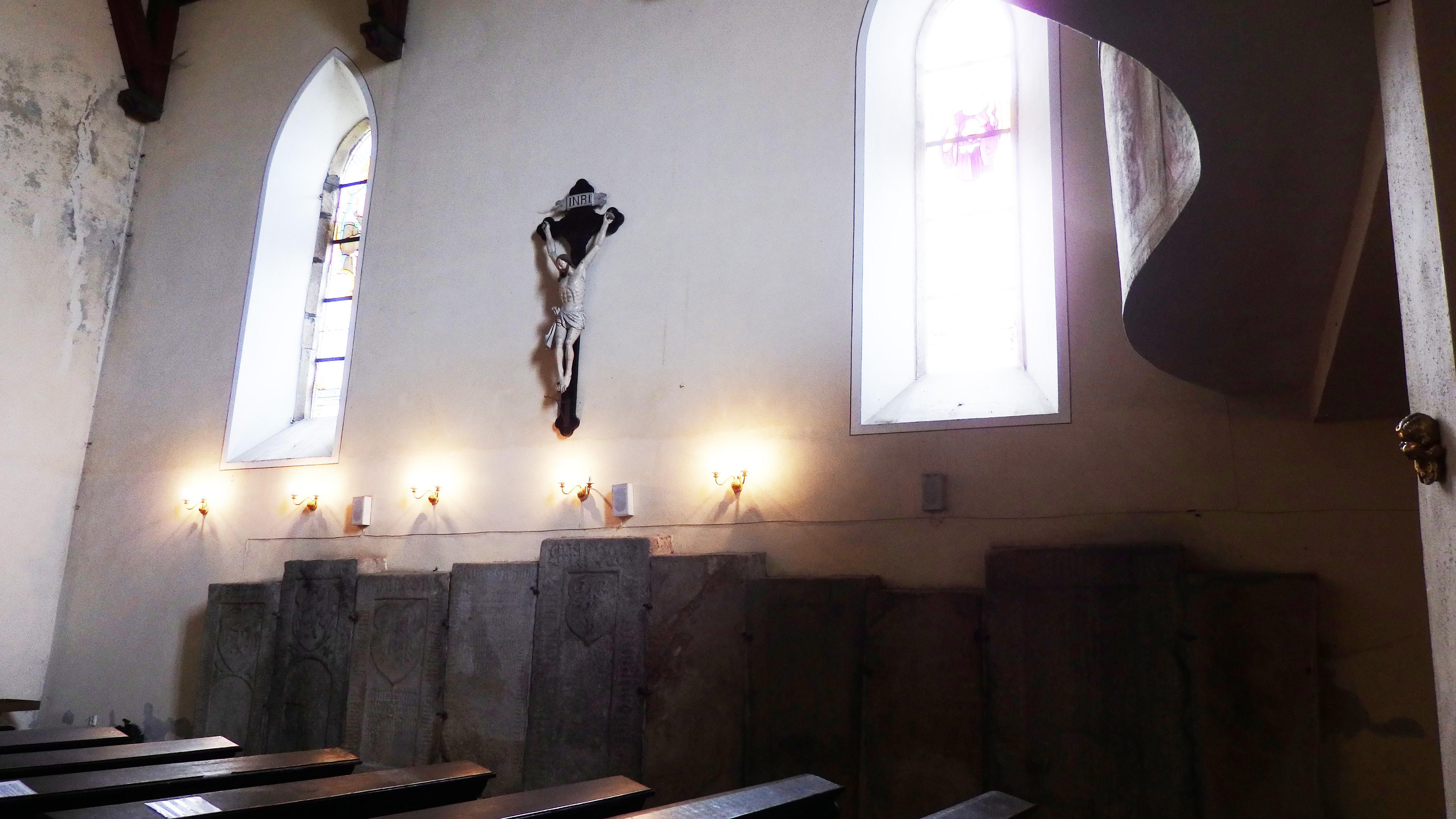
Náhrobníky při jižní zdi lodi
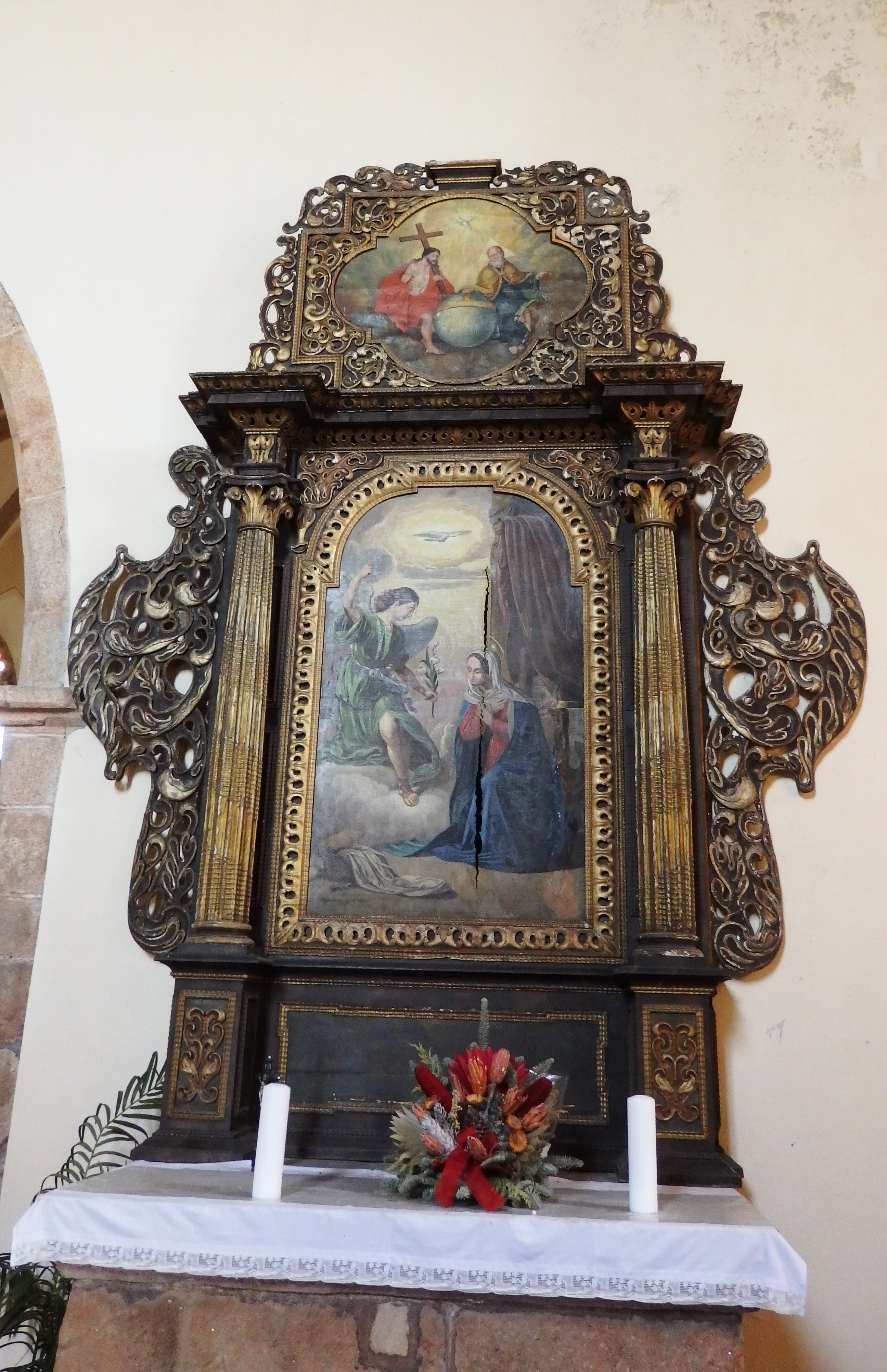
Oltář Zvěstování Panny Marie
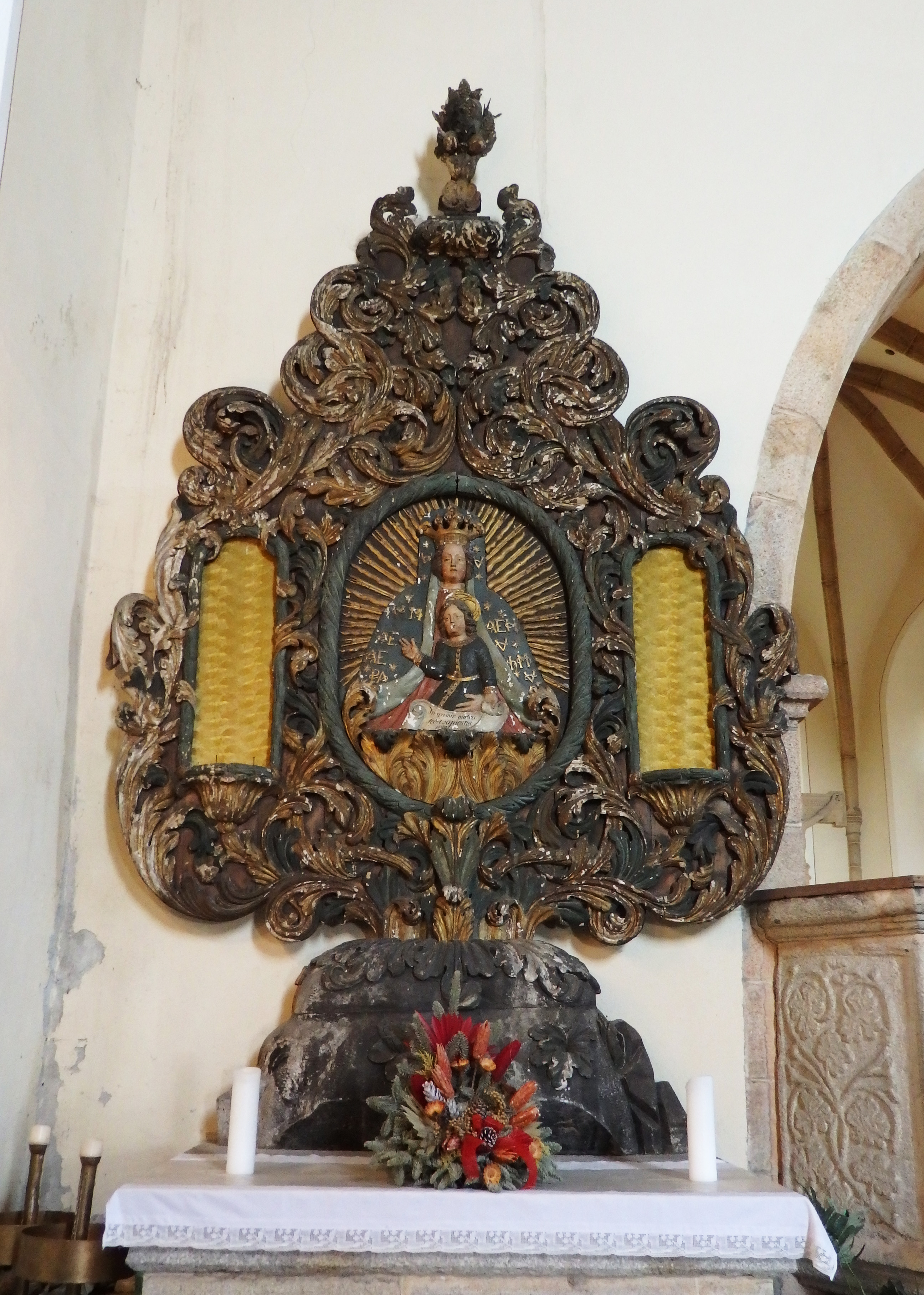
Oltář Panny Marie Klatovské
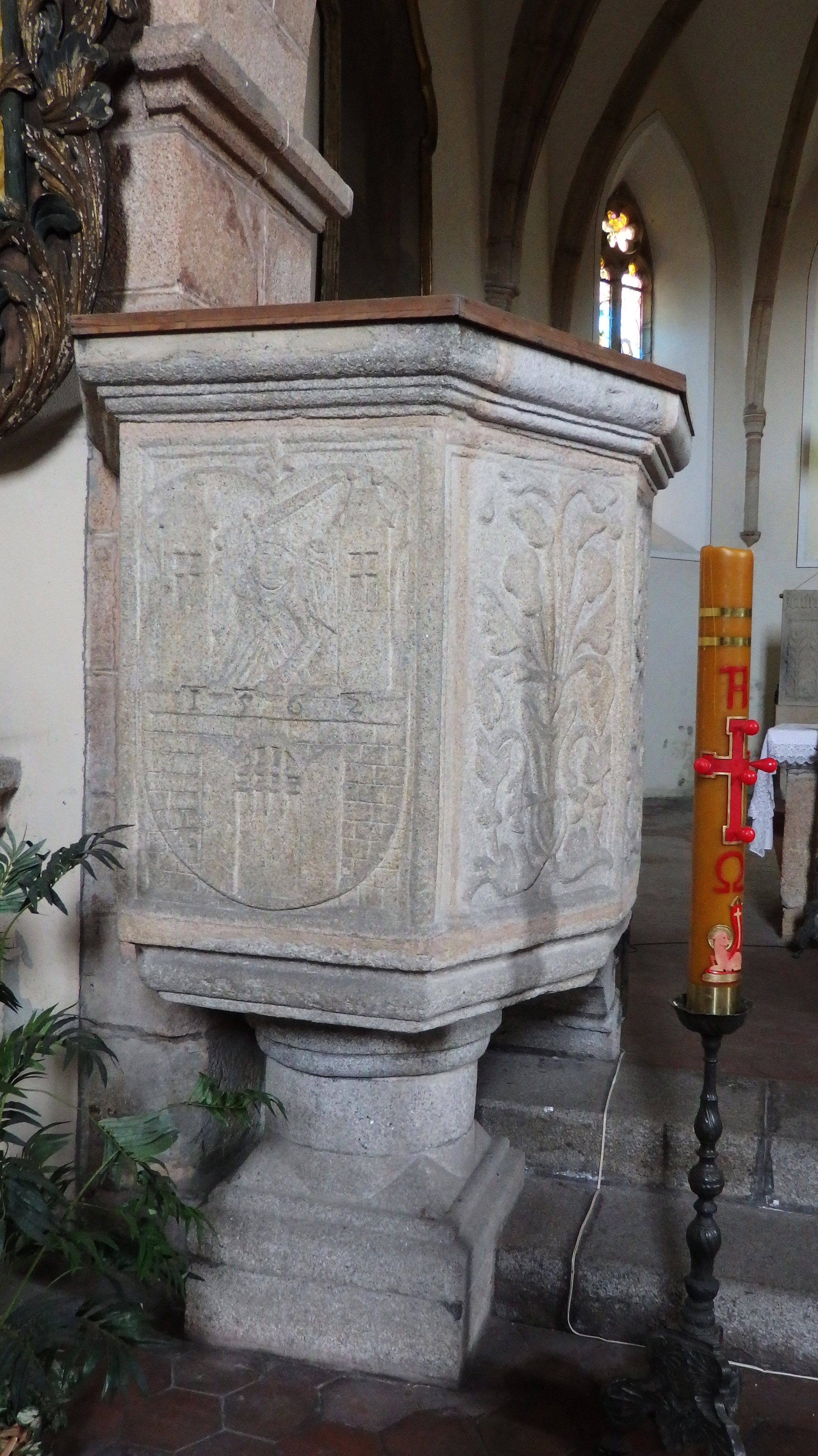
Renesanční kazatelna
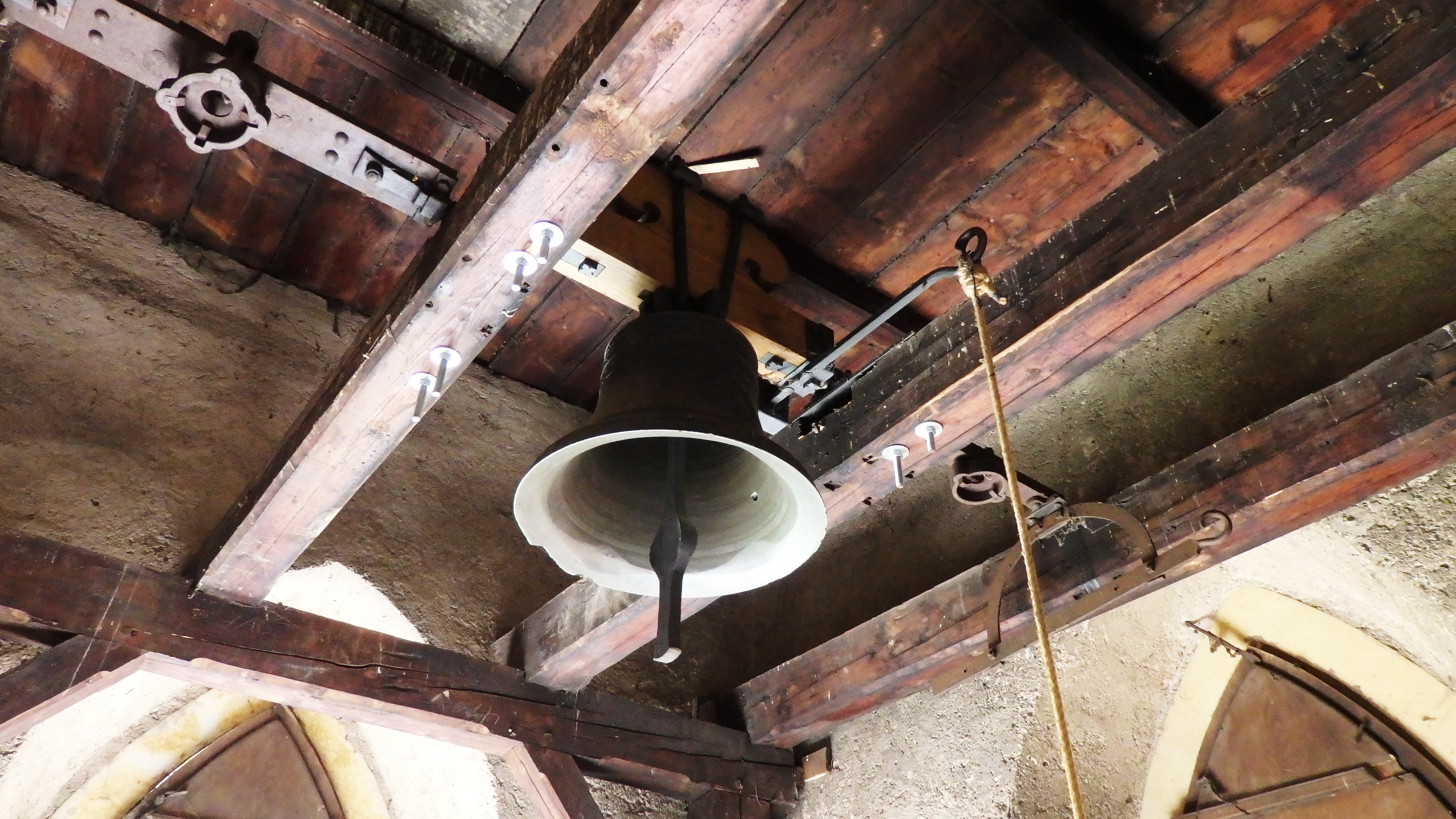
Zvon

## Okolí stavby
Před severním průčelím je cesta, která vznikla jako terénní zářez. Vydlážděna je šestibokými betonovými kostkami a na severní straně ohraničena opěrnou zídkou z lomového kamene. Cesta pokračuje až k východní bráně. Stejným způsobem zpevněný povrch je také před západní fasádou lodi. Na zbývajících stranách je trávník (u severní stěny presbytáře lze vysledovat zarostlý chodníček z lomových kamenů). Po obvodu bývalého hřbitova se táhne kamenná ohradní zeď, prolomená na severozápadní straně branou. V jižní části ohradní zdi je vložena kaplička.

### Hřbitov
Kostel je obklopen hřbitovem, v ohradní zdi je brána se štítovým nástavcem, jejíž vchod tvoří portál ze 16. století a na jihovýchodní straně výklenková kaple.